# Dictadura de Alfredo Stroessner
La dictadura de Alfredo Stroessner, denominado stronismo y también stronato, fue un régimen autoritario establecido en Paraguay bajo el liderazgo de Alfredo Stroessner, quien ejerció la presidencia del país durante gran parte de la mitad del siglo xx. Ha sido, no solo una de las dictaduras más longevas en el mundo de las que se tienen registro en el siglo XX, sino que también ha sido la dictadura sudamericana más larga de la historia y la tercera más larga de Latinoamérica, solo detrás de Fidel Castro de Cuba (49 años) y Porfirio Díaz de México (34 años y 178 días). Durante este período, Paraguay vivió bajo un gobierno de facto que se caracterizó por la concentración del poder en manos del Partido Colorado, la supresión de libertades civiles, el control de las instituciones estatales y la implementación de políticas represivas dirigidas a eliminar la disidencia política. El stronismo consolidó un modelo político basado en el clientelismo, el militarismo y la censura, con denuncias de violaciones a los derechos humanos, persecuciones, torturas y desapariciones forzadas. Este período, a su vez, estuvo marcado por un crecimiento económico moderado en ciertos sectores, financiado en gran parte por obras públicas y la construcción de la Represa de Itaipú, pero acompañado de un aumento de la desigualdad social. El término «stronismo» (o «stronato») hace referencia al sistema político instaurado y a la ideología política asociada al liderazgo de Stroessner y su permanencia en el poder.

## Antecedentes
Tras la guerra civil paraguaya de 1947, que enfrentó a los colorados con una coalición liberal, febrerista y comunista, el Partido Colorado consolidó un control hegemónico sobre la estructura del Estado. La derrota de la oposición marcó el inicio de un régimen de partido único de facto, en el cual se persiguió y proscribió a otras agrupaciones políticas, especialmente al liberalismo, forzando al exilio a gran parte de su dirigencia.
En medio de un clima de inestabilidad institucional, asumió la presidencia Juan Natalicio González en 1948, pero su gobierno fue efímero y terminó siendo derrocado. A este le siguieron una sucesión de mandatarios interinos, reflejo de las tensiones internas dentro del propio Partido Colorado y del creciente protagonismo de las Fuerzas Armadas en la política nacional.
La situación se estabilizó parcialmente con la elección de Federico Chaves el 10 de septiembre de 1949. Aun así, su mandato estuvo signado por la constante aplicación del estado de sitio, mecanismo contemplado en la Constitución de 1940, que le permitió gobernar mediante decretos y mantener un fuerte control sobre la oposición interna, incluyendo a facciones rivales dentro del coloradismo como los seguidores de Juan Natalicio González y Felipe Molas López.
La economía, debilitada tras décadas de conflictos internos y aislamiento, atravesaba una profunda crisis estructural. El ingreso per cápita había disminuido notoriamente, y prácticas clientelares como el otorgamiento de créditos blandos a sectores afines al gobierno desde el Banco Central del Paraguay alimentaban la inflación y el auge del mercado negro. A esto se sumaba la dependencia económica de Argentina, que también atravesaba dificultades económicas en ese período.
Hacia 1953, el desgaste político de Chaves se hizo evidente. La falta de apoyo tanto en sectores del partido como en las Fuerzas Armadas minaba su gobernabilidad. La decisión de postularse para la reelección generó descontento, especialmente entre oficiales jóvenes del Ejército que rechazaban su política de recorte presupuestario a favor de la Policía.

### Golpe de Estado de 1954
A comienzos de 1954, el general Alfredo Stroessner, comandante en jefe de las Fuerzas Armadas, se alió con Epifanio Méndez Fleitas, exdirector del Banco Central, en una conspiración para derrocar a Chaves. Aunque Méndez Fleitas era una figura influyente, su cercanía al modelo justicialista de Juan Domingo Perón lo hacía impopular entre sectores conservadores del Partido Colorado y del Ejército.
El 4 de mayo de 1954, tropas leales a Stroessner se movilizaron en las calles de Asunción, enfrentándose a unidades de la Policía Nacional. El enfrentamiento dejó un saldo de aproximadamente cincuenta muertos. El golpe culminó con la renuncia forzada de Chaves y el establecimiento de una Junta de Gobierno controlada por los militares.
Stroessner, convertido en el verdadero poder tras bambalinas, logró imponer a sus aliados en el gobierno provisional. Apenas dos meses después, un Partido Colorado dividido —pero cada vez más subordinado al poder militar— lo proclamó como candidato único para las elecciones presidenciales. Para muchos, su designación fue una solución temporal. Sin embargo, iniciaría uno de los regímenes autoritarios más largos del siglo XX en América Latina.

## Gobierno
El régimen de Stroessner, instaurado en 1954 tras un golpe de Estado, consolidó una de las dictaduras más prolongadas y estructuradas de América Latina en el siglo XX. Gobernó Paraguay durante treinta y cinco años bajo una combinación de autoritarismo militar, hegemonía partidaria y represión sistemática. El modelo político instaurado —conocido como stronismo— fue caracterizado por la subordinación del aparato estatal al Partido Colorado, la concentración del poder en el Ejecutivo, la neutralización de las disidencias internas y la criminalización de la oposición política y social.
Desde sus primeros días en el poder, Stroessner impuso un estado de sitio prácticamente permanente, que le permitió suspender garantías constitucionales y gobernar bajo prerrogativas excepcionales. Este marco legal, sumado al control militar y policial de la población, permitió al régimen aplicar políticas de vigilancia masiva, censura, detenciones arbitrarias, torturas, desapariciones forzadas y asesinatos extrajudiciales.
A pesar de ello, el stronismo mantuvo una fachada de legalidad mediante elecciones periódicas, en las que el oficialismo imponía amplias mayorías. En paralelo, estableció una estructura clientelar que utilizaba los recursos del Estado para asegurar lealtades y disciplinar a la población. El equilibrio entre la represión, el control partidario, la manipulación electoral y las reformas económicas selectivas sostuvo la estabilidad del régimen durante más de tres décadas, incluso en un contexto regional cada vez más hostil a las dictaduras.
El uso de la represión política, las amenazas y los escuadrones de la muerte fue un factor clave en la longevidad de Stroessner como dictador de Paraguay. Tenía virtualmente un poder ilimitado al dar una mano libre a los militares y al ministro del Interior Edgar Ysnfrán, quien comenzó a hostigar, aterrorizar y, ocasionalmente, asesinar a familiares de los opositores al régimen.
La regla de Stroessner tomó una postura de línea dura desde el principio. Poco después de asumir el cargo, declaró el estado de sitio, lo que le dio el poder de suspender las libertades constitucionales. Bajo las disposiciones del estado de sitio, el gobierno estaba facultado para arrestar y detener a cualquier persona indefinidamente sin juicio, así como prohibir las reuniones públicas y las manifestaciones. Se renovó cada 90 días hasta 1987, excepto por un breve período en 1959. Aunque técnicamente solo se aplicaba a Asunción después de 1970, los tribunales dictaminaron que cualquier persona acusada de delitos de seguridad podría ser llevada a la capital y acusada en virtud de las disposiciones del estado de sitio, incluso si el delito se cometió fuera de la capital. Por lo tanto, para todos los efectos, Stroessner gobernó según lo que equivalía a ley marcial durante casi todo su mandato. 
La jubilación de González y la muerte de Molas López eliminaron a dos de sus oponentes más formidables y el golpe de Estado en Argentina en septiembre de 1955 que depuso al presidente Juan Domingo Perón privó a Méndez Fleitas de su principal fuente potencial de apoyo. Perón huyó a Asunción y la nueva junta argentina obligó a Perón a partir de Asunción hacia Panamá en noviembre. Méndez Fleitas se preparó para dar un golpe de Estado a fines de diciembre. Como resultado, Stroessner purificó a los militares de los partidarios de Méndez Fleitas y lo envió al exilio en 1956.
Stroessner en ese momento apenas tenía el control del Partido Colorado, que estaba dividido en facciones rivales por políticos rivales, mientras que el ejército tampoco era un partidario confiable de su gobierno. La economía estaba en mal estado y se deterioraba aún más, con la inflación en aumento. Sus medidas de austeridad económica resultaron impopulares entre los oficiales militares de la nación, que durante mucho tiempo se habían acostumbrado a obtener préstamos blandos del Banco Central; con hombres de negocios poco hábiles, a quienes no les gustaba la severa restricción del crédito; y con los trabajadores cada vez más pobres, quienes organizaron en 1958 la huelga general paraguaya exigiendo un aumento salarial. Además, el nuevo gobierno argentino, disgustado con las cordiales relaciones de Stroessner con Perón, canceló un acuerdo comercial con Paraguay.

### Guerrillas
Las elecciones presidenciales de 1958 dieron a Stroessner el segundo período presidencial consecutivo. La votación se fijó para favorecer al régimen y la oposición se convirtió en una guerrilla insurgente poco después. Patrocinados por liberales y febreristas, pequeñas bandas de hombres armados comenzaron a deslizarse a través de la frontera con Argentina. Venezuela envió grandes cantidades de ayuda a estos grupos a partir de 1958. Al año siguiente, el nuevo gobierno cubano bajo Fidel Castro también brindó asistencia al Frente Unido de Liberación Nacional (FULNA).
Los guerrilleros recibieron poco apoyo del campesinado conservador de Paraguay. Irregulares py campesino Nandi del Partido Colorado («descalzos», en guaraní) tuvieron una merecida reputación de ferocidad en el combate, la tortura y la ejecución de sus prisioneros. Cada vez más personas fueron internadas en los campos de concentración de la jungla. Las tropas del ejército y la policía aplastaron a los sindicatos en huelga al tomar sus organizaciones y arrestar a sus líderes.

### Liberación de 1959
Stroessner decidió aceptar los pedidos crecientes de reforma del ejército y del Partido Colorado. En abril de 1959 se levantó el estado de sitio, los exiliados de la oposición pudieron regresar, la censura de la prensa terminó, los presos políticos fueron liberados y una nueva Constitución prometió reemplazar la Constitución de 1940. Después de dos meses de esta "primavera" democrática, el país estaba al borde del caos. A fines de mayo, cerca de 100 personas resultaron heridas cuando estalló un motín estudiantil en el centro de Asunción debido al aumento de la tarifa de un autobús local. El disturbio inspiró a la legislatura a pedir la renuncia de Ynsfrán. Stroessner respondió rápidamente reimponiendo el estado de sitio y disolviendo la legislatura. Las elecciones parlamentarias de 1960 fueron boicoteadas por todos los partidos de la oposición.

### Creación de una dictadura multipartidista
Tras un aumento en la actividad guerrillera y los actos de violencia contra el gobierno, Stroessner y sus aliados lograron mantenerse en el poder. Diversos factores contribuyeron a consolidar su posición. En primer lugar, la ayuda militar de los Estados Unidos fortaleció las capacidades del ejército paraguayo en la lucha contra la contrainsurgencia. En segundo lugar, las numerosas purgas internas en el Partido Colorado habían eliminado prácticamente todas las facciones disidentes. Además, la nueva política económica promovió las exportaciones, atrajo inversiones y ayudó a reducir la inflación. Los golpes militares en Brasil (1964) y en Argentina (1966) también crearon un entorno regional más favorable para gobiernos autoritarios como el de Paraguay.
Otro factor relevante fue el cambio de postura entre sectores de la oposición interna. Tras años de represión, exilio y desgaste psicológico, algunos grupos comenzaron a buscar una vía pacífica. Una facción del Partido Liberal, el Movimiento de Renovación, retornó al país y adoptó el rol de oposición legalizada bajo el nombre de Partido Liberal Radical (PLR).
En las elecciones de 1963, Stroessner asignó a dicho partido veinte de los sesenta escaños del Congreso. Cuatro años más tarde, los miembros del PLR comenzaron a participar regularmente en el proceso electoral. Para entonces, los febreristas, que habían constituido una coalición revolucionaria activa durante décadas, ya no representaban una amenaza significativa y fueron legalizados en 1964 como el Partido Revolucionario Febrerista (PRF). Por su parte, el recientemente creado Partido Demócrata Cristiano (PDC) abandonó la vía armada como método para acceder al poder. Esto permitió al régimen concentrarse en la represión del Partido Comunista Paraguayo (PCP), cuyos miembros, familias y allegados fueron perseguidos con dureza. También fueron marginadas las facciones exiliadas del Partido Colorado, entre ellas los «epifanistas» (seguidores de Epifanio Méndez Fleitas) y los «democráticos», reorganizados como el Movimiento Popular Colorado (MOPOCO). En este contexto, el gobierno de los Estados Unidos ofreció apoyo a Stroessner en el marco de la Guerra Fría.
Durante este proceso de "liberalización controlada", Edgar Ynsfrán, figura clave en el aparato represivo, comenzó a perder influencia. Su oposición a la apertura política y su desacuerdo con la intención cada vez más explícita de Stroessner de mantenerse como presidente vitalicio lo aislaron. Un escándalo de corrupción policial en mayo de 1966 le proporcionó a Stroessner una justificación para destituirlo en noviembre del mismo año. Posteriormente, en agosto de 1967, tras las elecciones constituyentes, se promulgó una nueva Constitución, que instauró un Congreso bicameral y permitió al presidente postularse para dos mandatos adicionales de cinco años.
En las elecciones de 1968 y 1973, se autorizó a los partidos opositores a obtener algunos escaños. No obstante, en 1977 se llevaron a cabo nuevas elecciones constituyentes que derivaron en una enmienda constitucional eliminando todos los límites al mandato presidencial, lo cual permitió a Stroessner postularse nuevamente y ganar las elecciones de 1978.

### Intensificación de la oposición al régimen
Durante el periodo dictatorial de Alfredo Stroessner, la administración logró sostener una estabilidad relativa mediante un equilibrio estratégico entre el poder militar y el control partidario ejercido a través de la Asociación Nacional Republicana (Partido Colorado). No obstante, esta hegemonía comenzó a enfrentar señales de erosión institucional progresiva.
En noviembre de 1974, la detención de siete insurgentes en las cercanías de Asunción reveló, tras interrogatorios, un presunto intento de magnicidio, así como la existencia de filtraciones de información clasificadas provenientes de altos mandos del Partido Colorado. Este evento derivó en la detención preventiva y el sometimiento a interrogatorios de más de 1000 cuadros dirigentes del partido, así como en operaciones transfronterizas de carácter extrajudicial en Argentina y Brasil, con el fin de capturar a exiliados señalados como disidentes. Posteriormente, se ejecutó una purga partidaria de gran magnitud. A pesar de la continuidad del sistema, su estructura sufrió alteraciones operativas considerables. En 1976, se repitieron detenciones masivas durante los eventos conocidos como la Pascua Dolorosa.
Desde finales de la década de 1960, sectores de la Iglesia católica comenzaron a emitir críticas sistemáticas contra la prolongación del mandato presidencial y las prácticas de detención de opositores políticos. En respuesta, el gobierno implementó mecanismos de represión institucional contra medios de comunicación confesionales, expulsó a clérigos extranjeros y desplegó estrategias de disuasión contra actividades eclesiales vinculadas a la organización social de sectores rurales empobrecidos. A pesar de estas medidas, la Iglesia logró continuar ciertas publicaciones, como el periódico Sendero.
Durante la década de 1970, se incrementó la presión internacional sobre el régimen en relación con denuncias de violaciones sistemáticas a los derechos humanos, incluidas prácticas de tortura y ejecuciones extrajudiciales. En 1978, la Comisión Interamericana de Derechos Humanos promovió una resolución de la Organización de los Estados Americanos (OEA) exigiendo mejoras en la situación de derechos humanos en Paraguay. Dos años después, la Asamblea General de dicha organización condenó formalmente al Estado paraguayo por estos hechos, durante una sesión celebrada en La Paz, Bolivia. Paralelamente, organizaciones internacionales denunciaron que fuerzas de seguridad habrían ejecutado a 30 personas vinculadas a movimientos campesinos, y detenido a otras 300, en el contexto de protestas relacionadas con disputas por tierras.
En 1977, el exdiputado Domingo Laíno escindió su posición del Partido Liberal Radical para fundar el Partido Liberal Radical Auténtico (PLRA), como respuesta a la reducción del espacio político formal durante la década de 1970. Laíno denunció públicamente presuntas prácticas de corrupción gubernamental, participación de autoridades en el narcotráfico, vulneraciones a los derechos humanos y condiciones desventajosas para Paraguay en el Tratado de Itaipú. Tales acciones generaron represalias por parte del régimen, que incluyeron persecución, detenciones y actos de tortura. En 1982, Laíno fue forzado al exilio tras publicar un libro crítico sobre el expresidente nicaragüense Anastasio Somoza Debayle, quien se encontraba asilado en Paraguay al momento de su asesinato en Asunción en 1980. El libro, titulado Nicaragua Traicionado, fue uno de los factores que motivaron su expulsión.
Este hecho —el asesinato de Somoza en territorio nacional— evidenció vulnerabilidades operativas en la seguridad del régimen y generó analogías entre ambos mandatarios, dada la similitud de sus estructuras de poder. En ambos casos, los intentos por conservar el modelo autoritario mediante reformas mínimas no evitaron el progresivo debilitamiento de las bases tradicionales del orden político. Este fenómeno fue observado como un indicio de creciente desestabilización sistémica en Paraguay durante los últimos años del stronismo.

## Gabinete
La siguiente tabla es una lista parcial de los ministros durante el stronismo:
| Cargo                                        | Ministros |
| -------------------------------------------- | --- |
| Ministro de Agricultura y Ganadería          | Fabio Da Silva, Martín Cuevas, Ezequiel González Alsina, Hernando Bertoni |
| Ministro de Defensa Nacional                 | Herminio Morínigo (1954-1961), Leodegar Cabello (1962-1968), Marcial Samaniego (1969-1983), Gaspar Germán Martínez (1984-1989)                                                          |
| Ministro de Educación y Culto                | Luis Martínez Miltos (1954), Raúl Peña (1954-1957, 1968-1984), Jorge Bernardino Gorostiaga (1957-1959, 1962-1967), Fabio Da Silva (1960-1961), Carlos Antonio Ortiz Ramírez (1984-1989) |
| Ministro de Hacienda                         | Carlos Velilla (1954-1956), César Barrientos (1956-1988), Carlos Ortiz Ramírez (1988), Elvio Alonso Martino (1988-1989)                                                                 |
| Ministro de Industria y Comercio             | César Barrientos, Fabio Da Silva, Domingo Montanaro, Ezequiel González Alsina, José Antonio Moreno González, Delfín Ugarte Centurión                                                    |
| Ministro del Interior                        | Tomás Romero Pereira (1954-1956), Edgar L. Ynsfrán (1956-1966), Juan Ramón Chaves, Sabino Augusto Montanaro (1966-1989)                                                                 |
| Ministro de Justicia y Trabajo               | Luis Martínez Miltos, Ezequiel González Alsina, César Garay, Juan Ramón Chaves, Sabino Augusto Montanaro, Saúl González, José Eugenio Jacquet                                           |
| Ministro de Obras Públicas y Comunicaciones  | Marcial Samaniego (1954-1956, 1962-1974), Mario Coscia Tavarozzi (1956-1960), Tomás Romero Pereira (1960-1962), Juan Antonio Cáceres (1974-1989)                                        |
| Ministro de Relaciones Exteriores            | Hipólito Sánchez Quell (1954-1956), Raúl Sapena Pastor (1956-1976), Carlos Alberto Nogués (1976-1983), Carlos A. Saldívar (1983-1988), Rodney Elpidio Acevedo (1988-1989)               |
| Ministro de Salud Pública y Bienestar Social | Enrique Zacarías Arza (1954-1958), Raúl Peña (1958-1960, 1969), Dionisio González Torres (1960-1968), Adán Godoy Jiménez (1969-1989)                                                    |
| Ministro sin cartera                         | Tomás Romero Pereira (1956-1960, 1968-1982), Juan Ramón Chaves, Sabino Augusto Montanaro                                                                                                |

## Derrocamiento
Paraguay había entrado en la década de 1980 menos aislada, rural y atrasada de lo que había sido tradicionalmente, pero más de la mitad de la población seguía siendo rural. Las estructuras políticas y sociales se mantuvieron inflexibles, pero los paraguayos habían cambiado sus visiones del mundo y sus percepciones de sí mismos. elecciones de 1983 y las elecciones de 1988 fueron manipuladas para entregar casi el 90% de los votos para Stroessner, mientras se mantenía la ficción de un sistema multipartidista. 
El 3 de febrero de 1989, Stroessner fue derrocado en un golpe militar encabezado por el general Andrés Rodríguez. Se exilió en Brasil, donde murió en 2006. En el momento de su muerte, Stroessner era el acusado en varios casos de derechos humanos en Paraguay. 
Usando la Constitución Nacional de Stroessner, Rodríguez organizó una campaña política con el Partido Colorado. Ganó la presidencia en una elección multipartidista celebrada en mayo de 1989 en la que el Partido Colorado dominó el Congreso. Tras el golpe, uno de los resultados inmediatos fue que los paraguayos rurales ocuparon tierras no utilizadas "reclamadas por el estado, la familia Stroessner y sus amigos e inversionistas extranjeros". Establecieron chozas y despejaron tierras para cultivar alimentos básicos de yuca y maíz. "Pronto fueron seguidos por miles más. A mediados de 1990, los observadores y representantes de los ocupantes estimaron que aproximadamente 19,000 familias habían reclamado tierras con un total de más de 360,000 hectáreas ". Esto ocurrió principalmente en los departamentos fronterizos del este y norte, una zona fronteriza, pero también ocurrió en otras áreas rurales. En ese momento, 2.06 millones de personas de los 4.1 millones de la población total aún eran rurales.
En las nuevas elecciones municipales de 1991, los candidatos de la oposición ganaron varios centros urbanos importantes, incluyendo Asunción. Como presidente, Rodríguez instituyó reformas políticas, legales y económicas e inició un acercamiento con la comunidad internacional.

## Violaciones a los derechos humanos
La mayoría de las dictaduras latinoamericanas han instituido regularmente asesinatos extrajudiciales de sus enemigos; para uno de los ejemplos más conocidos, véase la Operación Cóndor, en la que participó la dictadura de Stroessner. Estos registros, llamados Archivos del Terror fueron descubiertos en 1992 en una comisaría de Lambaré, cerca de la capital paraguaya.
Los Estados Unidos ayudaron al general Stroessner de muchas maneras. Enviaron al oficial del Ejército de los Estados Unidos, el teniente coronel Robert Thierry, para ayudar a los trabajadores locales a construir un centro de detención e interrogatorio que pasaría a llamarse Dirección Nacional de Asuntos Técnicos (conocido también por sus siglas DNAT y coloquialmente como «La Técnica») como parte de la Operación Cóndor. La Técnica se convirtió entonces en un conocido centro de tortura.
El juez Manuel Aguirre estableció en febrero de 2024 que «se torturaba a lo largo y ancho del país a todos aquellos que eran considerados como opositores al régimen dictatorial».
El comisario Eusebio Torres fue condenado a 30 años de cárcel tras quedar probado que «sometió a todo tipo de torturas a los hermanos Carlos Ernesto y Luis Alberto Casco y la esposa del primero, Teresa Dejesús Aguilera de Casco». La justicia paraguaya declaró que los agentes de Investigaciones, por orden de Torres, utilizaban cachiporras, picanas eléctricas, látigos y otros elementos para los hechos de tortura en contra de los presos políticos». Otro de los torturadores más temidos fue Pastor Coronel.

## Relaciones internacionales y economía

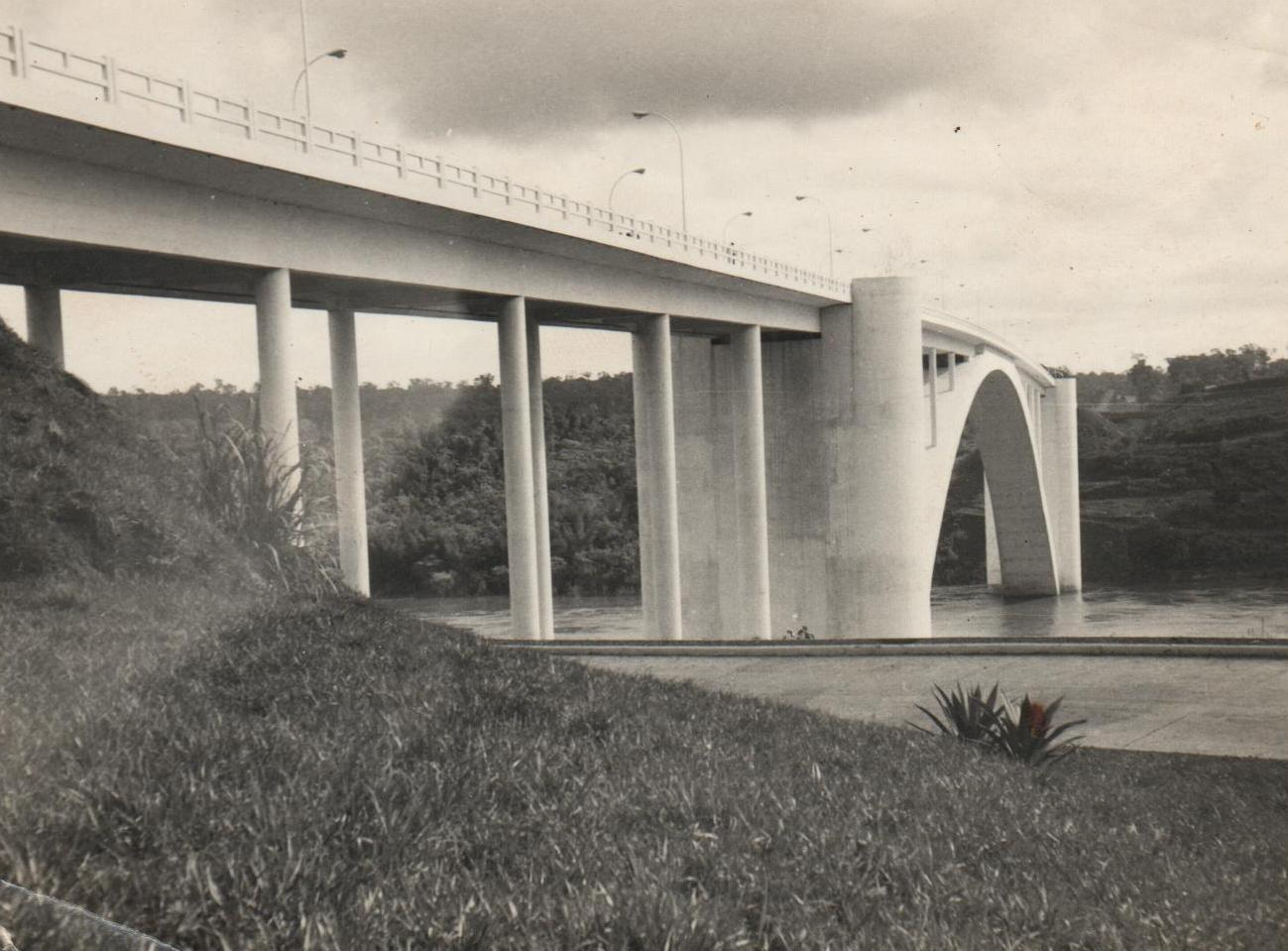
Puente Internacional de la Amistad entre Paraguay y Brasil, 1965

Durante los años sesenta y setenta, las principales influencias extranjeras en Paraguay fueron Brasil y Estados Unidos. Ambos países ayudaron al desarrollo económico de Paraguay en formas que mejoraron su estabilidad política. Un acuerdo de 1956 con Brasil para mejorar el enlace de transporte entre los dos países mediante la construcción de carreteras y un puente sobre el río Paraná rompió la dependencia tradicional de Paraguay de la buena voluntad argentina para el buen flujo del comercio internacional paraguayo. La concesión de instalaciones portuarias libres de impuestos en la Costa Atlántica fue particularmente valiosa para Paraguay.
El financiamiento de Brasil de la represa de Itaipú de US$ 19 mil millones en el río Paraná entre Paraguay y Brasil tuvo consecuencias de gran alcance para Paraguay; no tenía medios para contribuir financieramente a la construcción, pero su cooperación, incluidas las concesiones controvertidas con respecto a la propiedad del sitio de construcción y las tarifas por las cuales Paraguay acordó vender su parte de la electricidad, era esencial. Itaipú le dio a la economía paraguaya una nueva fuente de riqueza. La construcción produjo un tremendo auge económico, ya que miles de paraguayos que nunca antes habían tenido un trabajo regular fueron a trabajar en la enorme represa. Desde 1973 (cuando comenzó la construcción) hasta 1982 (cuando finalizó), el producto interno bruto creció más del 8 por ciento anual, el doble de la tasa de la década anterior y superior a las tasas de crecimiento en la mayoría de los demás países de América Latina. Los ingresos en divisas por ventas de electricidad a Brasil se dispararon, y la fuerza laboral paraguaya recientemente empleada estimuló la demanda interna, lo que provocó una rápida expansión en el sector agrícola.

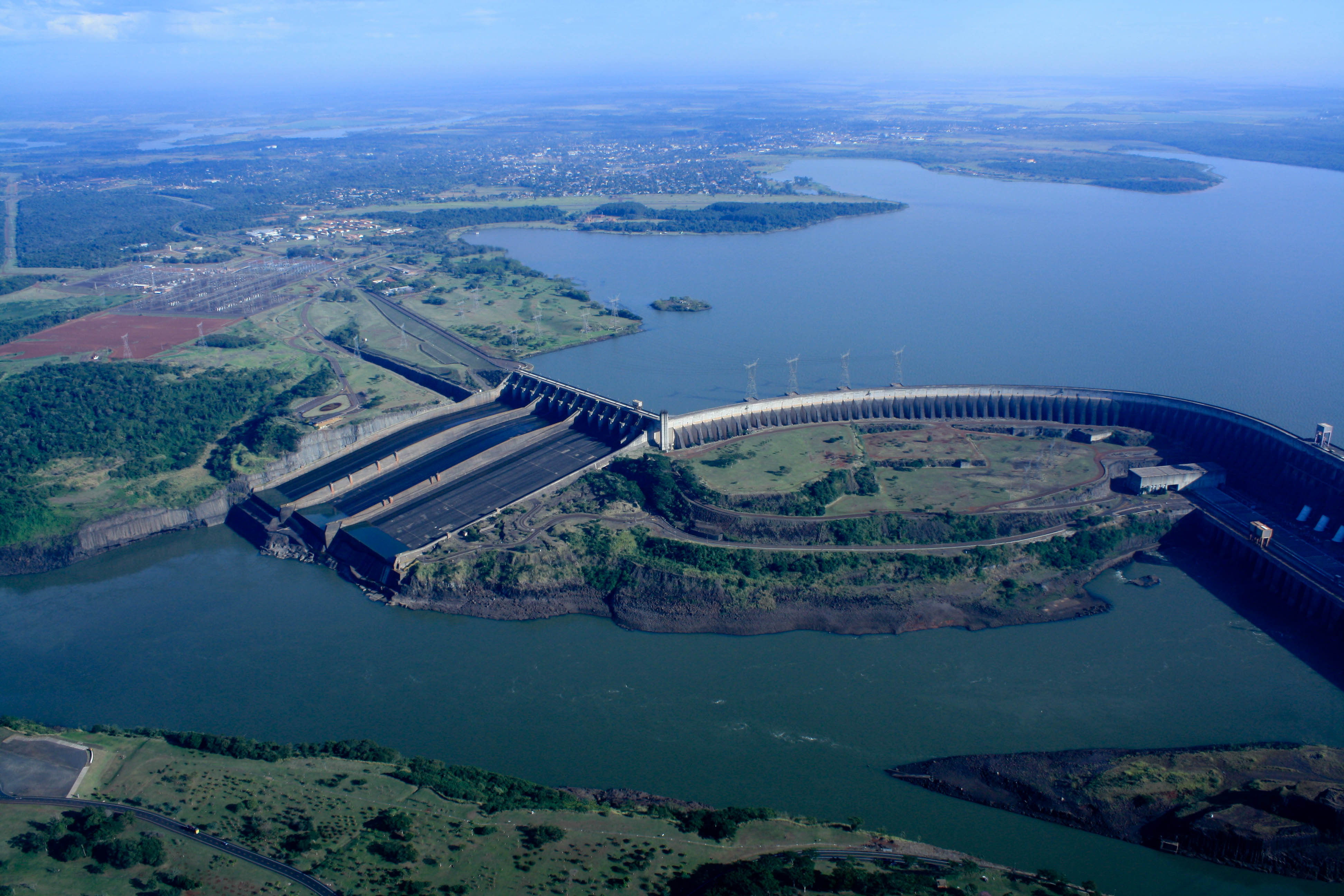
Represa de Itaipú

Sin embargo, hubo varias desventajas en la construcción de Itaipú. La prosperidad asociada con el gran auge elevó las expectativas de crecimiento a largo plazo. Una desaceleración económica a principios de la década de 1980 causó descontento, lo que a su vez dio lugar a demandas de reforma. Muchos paraguayos, que ya no se contentan con ganarse la vida en unas pocas hectáreas, tuvieron que abandonar el país para buscar trabajo. A principios de la década de 1980, algunos observadores estimaron que hasta el 60 por ciento de los paraguayos vivían fuera del país. Incluso aquellas personas que estaban dispuestas a cultivar un pequeño trozo de terreno enfrentaban una nueva amenaza. Itaipú había provocado una oleada de migración brasileña en la región oriental de la frontera con Paraguay. A mediados de la década de 1980, los observadores estimaron que había entre 300,000 y 350,000 brasileños en la región de la frontera oriental. Con el portugués como idioma dominante en las áreas de fuerte migración brasileña y la moneda brasileña que circula como moneda de curso legal, el área se integró estrechamente con Brasil. Además, la mayor parte de la riqueza incrementada de Paraguay terminó en manos de los partidarios ricos del régimen. Los terratenientes no enfrentaron una reforma agraria significativa, el control de los organizadores sindicales por parte del régimen ayudó a los empresarios, los inversores extranjeros se beneficiaron de las exenciones fiscales y los acreedores extranjeros experimentaron una bonanza por los grandes préstamos paraguayos. Aunque los paraguayos más pobres estaban algo mejor en 1982 que en la década de 1960, estaban peor en comparación con otros sectores de la población.
Las relaciones más estrechas con Brasil promovieron un declive en las relaciones con Argentina. Después de la expulsión de Perón, Paraguay se deslizó de la órbita de Buenos Aires mientras Argentina declinaba política y económicamente. Argentina, alarmada por Itaipú y la estrecha cooperación entre Brasil y Paraguay, presionó a Stroessner para que acepte participar en proyectos hidroeléctricos en Yacyretá y Corpus. Al enfrentar a Argentina con Brasil, Stroessner mejoró la autonomía diplomática y económica de Paraguay y sus perspectivas económicas.
Stroessner también se benefició de la ideología de la Guerra Fría de los años 50 y 60 en los Estados Unidos, que favoreció a los gobiernos anticomunistas. En 1957, Paraguay estableció relaciones diplomáticas con Taiwán . Al llegar a Asunción durante su gira por América Latina en 1958, el vicepresidente Richard Nixon elogió al Paraguay de Stroessner por oponerse al comunismo con más fuerza que cualquier otra nación en el mundo. La principal preocupación estratégica de los Estados Unidos en ese momento era evitar el surgimiento de un régimen de izquierda en Paraguay, que estaría idealmente situado en el corazón del continente sudamericano para proporcionar un refugio para los radicales y una base para las actividades revolucionarias en torno al hemisferio. Desde 1947 hasta 1977, los Estados Unidos suministraron aproximadamente US $ 750,000 en equipo militar cada año y entrenaron a más de 2,000 oficiales militares paraguayos en contrainteligencia y contrainsurgencia. En 1977, el Congreso de los Estados Unidos redujo drásticamente la asistencia militar a Paraguay.
Paraguay votó regularmente a favor de las políticas de los Estados Unidos en las Naciones Unidas y en la Organización de los Estados Americanos . Stroessner, probablemente el aliado más confiable de los Estados Unidos en América Latina, comentó una vez que el embajador de los Estados Unidos era como un miembro adicional de su gabinete. Las relaciones fallaron un poco durante la administración del presidente John F. Kennedy, cuando los funcionarios de los Estados Unidos comenzaron a pedir el gobierno democrático y la reforma agraria y amenazaron con retener los fondos de la Alianza para el Progreso (una cantidad equivalente a aproximadamente el 40 por ciento del presupuesto de Paraguay) a menos que Paraguay progresara. Aunque una presión de este tipo sin duda alentó a Stroessner a legalizar algunos partidos de oposición interna, no logró que el gobernante paraguayo se convirtiera en un dictador personalista. Los opositores al régimen que aceptaron jugar la farsa electoral de Stroessner recibieron recompensas de privilegios y reconocimiento oficial. Otros opositores, sin embargo, enfrentaron detención y exilio. Influido por el apoyo de Paraguay a la intervención de los Estados Unidos en la República Dominicana en 1965, los Estados Unidos se volvieron más amigables con Stroessner a mediados de los años sesenta bajo el presidente Lyndon B. Johnson . Los nuevos gobiernos estadounidenses apoyados por los gobiernos en Brasil y Argentina también mejoraron los lazos entre Estados Unidos y Paraguay.
Las relaciones entre Paraguay y los Estados Unidos cambiaron sustancialmente después de la elección del presidente Jimmy Carter en 1976. El nombramiento de Robert White como embajador de los Estados Unidos en 1977 y el corte en el Congreso de las entregas de equipos militares en el mismo año reflejaron una creciente preocupación por la ausencia de un gobierno democrático y la presencia de violaciones de derechos humanos en Paraguay. Paraguay también perdió en el Caso de tortura de Peña-Irala. 
Más allá del apoyo financiero que recibió de los Estados Unidos, que apoyó su lucha anticomunista, su régimen se caracterizó por la corrupción y la distribución de favores entre lo que se conoció como "la trilogía": el gobierno, el Partido Colorado y los armados. efectivo. El contrabando, favorecido geográficamente por la ubicación de Paraguay entre Brasil, Argentina y Bolivia, se convirtió en una de las principales fuentes de ingresos. Desde alcohol y drogas hasta automóviles y animales exóticos. Algunos estiman que el volumen de contrabando fue tres veces mayor que la cifra oficial de exportación. Y Stroessner utilizó parte de ese dinero, así como porciones de importantes obras de infraestructura y la entrega de tierras, para comprar la lealtad de sus oficiales, muchos de los cuales amasaron grandes fortunas y grandes propiedades.
La concentración de la riqueza y la tierra en manos de unos pocos convirtió a Paraguay en el país más desigual del planeta. Organizaciones humanitarias como Oxfam y Amnistía Internacional han denunciado que sigue teniendo una de las tasas más altas de concentración de tierras en América Latina. Según Oxfam, el 1,6% de la población posee el 80% de la tierra. Y, según Oxfam, el estronismo es directamente responsable: entre 1954 y 1989, unos 8 millones de hectáreas se distribuyeron de manera irregular entre los amigos del poder, dice. Eso es un tercio de la tierra cultivable.